# Teonomia
Teonomia, de theos (Deus) e nomos (lei), é uma forma de governo em que a sociedade seria governada pela "lei divina", um tipo de teocracia cristã. Os teonomistas afirmam que a Palavra de Deus, incluindo as leis judiciais do Antigo Testamento, devem ser cumpridas pelas sociedades modernas. Os seguidores do reconstrutivismo cristão são o principal grupo que advoga por este tipo de sistema político.
Essa ideia não deve ser confundida com o conceito de "ética teórica" proposto por Paul Tillich.

## Objetivos
Vários autores que defendem a teonomia declararam objetivos como "o desenvolvimento universal das repúblicas teocráticas bíblicas", a exclusão de não cristãos do direito ao voto e da cidadania e a aplicação do direito bíblico pelo Estado. Sob tal sistema de lei bíblica, atos homossexuais, adultério, feitiçaria e blasfêmia seriam puníveis com a morte. A propagação da idolatria ou de "falsas religiões" seria ilegal e também poderia ser punida com a pena de morte. Escritores mais recentes, como Joel McDurmon, presidente da American Vision, afastaram-se desta posição, afirmando que essas penas de morte não são mais vinculativas na nova aliança. O crítico da teonomia, J. D. Hall, que debatia com McDurmon em 2015, argumentou que o abandono das penologias mosaicas, como a pena de morte, significa que McDurmon e outros que partilham de posicionamentos semelhantes não podem afirmar que apoiam a teoria de maneira significativa.
De acordo com o pregador Greg Bahnsen, as leis de Deus são o padrão que os cristãos devem seguir. Os funcionários civis também não estão limitados a aplicar literalmente todas as leis bíblicas, como imperativos localizados únicos, certos detalhes administrativos, prefigurações tipológicas ou aqueles contra a inveja e a incredulidade. "Os governantes devem impor apenas as leis pelas quais Deus revelou sanções sociais a serem impostas".

## Críticas
J. Ligon Duncan, do Departamento de Teologia Sistemática do Seminário Teológico Reformado em Jackson (Mississippi), adverte que "a teonomia, em flagrante violação dos padrões bíblicos e do senso comum, ignora o contexto da entrega da lei à comunidade redentora do Antigo Testamento. Isto constitui uma abordagem da natureza da lei civil muito diferente da de Calvino e da do resto da tradição reformada, que vê a lei civil como a aplicação de Deus de seus padrões eternos às exigências particulares de seu povo". Duncan rejeita a insistência reconstrucionista de que "a jurisprudência civil do Antigo Testamento é normativa para o magistrado civil e o governo na era da Nova Aliança". Ele vê sua negação da tripla distinção entre lei moral, civil e cerimonial como representando uma das graves falhas na hermenêutica reconstrutivista.